# Streudiagramm-Glätter
Als Streudiagrammglättung, Streudiagramm-Glätter oder auch Glättung von Streudiagrammen bezeichnet man in der Statistik nichtparametrische Ansätze, die eine flexible Modellierung des Effektes einer stetigen Kovariablen auf eine stetige abhängige Variable erlauben.

## Beschreibung
Beim Glätten wird versucht, die zufälligen Schwankungen in den Daten vom nicht zufälligen Verhalten zu trennen. Danach können die Schwankungen entfernt oder reduziert werden, um die systematische bzw. nicht zufällige Beziehung zwischen den Variablen (besser) sichtbar zu machen.
Zweidimensionale Streudiagramme können geglättet werden, indem eine Regressionskurve an die Datenpunkte im Diagramm angepasst wird. Diese Kurve versucht, die nicht zufällige Komponente anzuzeigen, welche von der zufälligen Beziehung zwischen den Variablen überlagert wird. 
Normalerweise wird mit einer der folgenden Techniken geglättet:
- lineare Einfachregression (arbeitet mit Regressionsgeraden)
- quadratische oder polynomiale Regression (arbeitet mit Polynom-Kurven)
- lokale Regression
- Spline-Glättung.

Die Glättungskurve wird so gewählt, dass in einer gewissen Art und Weise die beste Anpassung erzielt wird; diese wird häufig als diejenige Anpassung definiert, bei der die Residuenquadratsumme minimiert wird (Kleinste-Quadrate-Kriterium).